# Грб Светог Еустахија
Грб Светог Еустахија је званични хералдички симбол холандске прекоморске територије Свети Еустахије. 

## Опис грба
Грб садржи штит и национални мото. Грб је усвојен 9. новембра 2004. године. од стране Савета острва Свети Еустахије када је острво још било део Холандских Антила, а остао је важећи и као симбол посебне општине Свети Еустахије и после раскида претходне заједнице. 
Штит се састоји из три дела, који представљају прошлост, садашњост и будућност Златног камена (историјског имена места Свети Еустахије), Форт Орање (холандски: Fort Oranje), и Анџел Фиша. Мото острва Светог Еустахија стоји испод грба и гласи: „superba et confidens“ (српски: горди и самоуверни)